# Брусовец
Брусовец — деревня в Дмитровском районе Орловской области. Входит в состав Лубянского сельского поселения.

## География
Расположена в 22 км к востоку от Дмитровска на правом берегу реки Неживки при впадении в неё речки Утиный Брод. Высота над уровнем моря — 206 м.

## История
В XIX веке Брусовец был казённой деревней. В 1866 году здесь было 53 двора, проживали 339 человек, действовали 3 маслобойни. В 1861—1927 годах деревня входила в состав Лубянской волости Дмитровского уезда Орловской губернии. В советское время в Брусовце действовала школа.
Во время Великой Отечественной войны, с октября 1941 года по 10 августа 1943 года, находилась в зоне немецко-фашистской оккупации.

## Население
| 1866 | 1897 | 1979 | 2002 | 2010 |
| ---- | ---- | ---- | ---- | ---- |
| 339  | ↗534 | ↘95  | ↘18  | ↗54  |

## Полезные ископаемые
Рядом с деревней находятся известные залежи фосфоритов, описанные еще в 1866 году А. Н. Энгельгардтом. Кроме фосфоритов, внизу залегает плотный жерновой песчаник.